# Áustria nos Jogos Olímpicos de Verão de 2020
Áustria está representada nos Jogos Olímpicos de Verão de 2020 por um total de 75 desportistas que competem em 17 desportos. Responsável pela equipa olímpica é o Comité Olímpico Austríaco, bem como as federações desportivas nacionais da cada desporto com participação.
Os portadores da bandeira na cerimónia de abertura foram os regatistas Thomas Zajac e Tanja Frank.

## Medalhistas
A equipa olímpica da Áustria tem obtido seguintes medalhas:
| Nome             | Desporto            | Competição |
| ---------------- | ------------------- | ---------- |
| Ouro             |                     |            |
| Anna Kiesenhofer | Ciclismo em estrada | Estrada F  |